# Ordre de préséance en Angleterre et au pays de Galles
L’ordre de préséance en Angleterre et au pays de Galles est une hiérarchie symbolique définissant l'ordre des officiels du gouvernement, famille royale, du clergé et de la noblesse lors des cérémonies protocolaires. Elle fait partie de l'ordre de préséance au Royaume-Uni, avec ceux de préséance en Écosse, et en Irlande du Nord.
Cet ordre, cité ici, est celui établi par décret royal au 12 novembre 2008 et par les lettres patentes de 1917.

## Hommes

### Royauté
- Le souverain : Sa Majesté le Roi[1] (HM The King)
- Les fils du souverain
  - Son Altesse Royale le prince de Galles (HRH The Prince of Wales)
  - Son Altesse Royale le duc de Sussex (HRH The Duke of Sussex)
- Les petits-fils du souverain
  - Son Altesse Royale le prince George de Galles (HRH Prince George of Wales)
  - Son Altesse Royale le prince Louis de Galles (HRH Prince Louis of Wales)
  - Son Altesse Royale le prince Archie de Sussex (HRH Prince Archie of Sussex)
- Les frères du souverain
  - Son Altesse Royale le duc d'York (HRH The Duke of York)
  - Son Altesse Royale le duc d'Edimbourg (HRH The Duke of Edinburgh)
- Les oncles du souverain
  - Aucun actuellement
- Les neveux du souverain
  - Son Altesse Royale le prince James, comte de Wessex (HRH Prince James, earl of Wessex)
  - Peter Phillips
- Les petits-fils d'un souverain précédent élevés au rang de duc
  - Son Altesse Royale le duc de Gloucester (HRH The Duke of Gloucester)
  - Son Altesse Royale le duc de Kent (HRH The Duke of Kent)
- Les petits-fils d'un souverain précédent non élevés au rang de duc
  - Le Très Honorable comte de Snowdon (The Right Honourable The Earl of Snowdon)
  - Son Altesse Royale le prince Michael de Kent (HRH Prince Michael of Kent)

### Archevêquesetgrands-officiers d'État
- L'archevêque de Canterbury : vacant (Archbishop of Canterbury)

Le lord-grand-intendant : aucun, statut cérémonial, uniquement en cas de couronnement (Lord High Steward)
- L'archevêque d'York : Stephen Cottrell (Archbishop of York)
- Le Premier ministre : Keir Starmer MP (Prime Minister)
- Les Premiers ministres du Commonwealth : lors de leur visite au Royaume-Uni (Commonwealth Prime Ministers)

Le lord-grand-trésorier : aucun (Lord High Treasurer) 
- Le président de la Chambre des communes : Lindsay Hoyle MP (Speaker of the House of Commons)

Le lord-président de la Chambre des lords : le baron McFall (Lord Speaker) 
- Le président de la Cour suprême : le baron Reed (President of the Supreme Court)
- Les ambassadeurs et hauts-commissaires : par ordre de mandat (Ambassadors and High Commissioners)

Le lord-grand-connétable : aucun, statut cérémonial, uniquement en cas de couronnement (Lord High Constable) 
- Le comte-maréchal : le duc de Norfolk (Earl Marshal)

Le lord-grand-amiral : aucun (Lord High Admiral)

### Pairs et évêques

#### Ducs
9 ducs d'Angleterre (sur les 11 ducs d'Angleterre, à l'exception de S.A.R. le duc de Cornouailles et du premier duc et comte-maréchal, le duc de Norfolk)
1. Le Duc de Somerset (Duke of Somerset)
  - John Seymour, 19e duc de Somerset
2. Le Duc de Richmond, Lennox, et Gordon (Duke of Richmond, Lennox and Gordon)
  - Charles Gordon-Lennox, 11e duc de Richmond
3. Le Duc de Grafton (Duke of Grafton)
  - Henry FitzRoy, 12e duc de Grafton
4. Le Duc de Beaufort (Duke of Beaufort)
  - Henry Somerset, 12e duc  de Beaufort
5. Le Duc de St Albans (Duke of St Albans)
  - Murray Beauclerk, 14e duc de St Albans
6. Le Duc de Bedford (Duke of Bedford)
  - Andrew Russell, 15e duc de Bedford
7. Le Duc de Devonshire (Duke of Devonshire)
  - Peregrine Cavendish, 12e duc de Devonshire
8. Le Duc de Marlborough (Duke of Marlborough)
  - James Spencer-Churchill, 12e duc de Marlborough
9. Le Duc de Rutland (Duke of Rutland)
  - David Manners, 11e duc de Rutland

6 ducs d'Écosse
1. Le Duc d'Hamilton (Duke of Hamilton)
  - Alexander Douglas-Hamilton, 16e duc d'Hamilton
2. Le Duc de Buccleuch et de Queensberry (Duke of Buccleuch and Queensberry)
  - Richard Scott, 10e duc de Buccleuch
3. Le Duc d'Argyll (Duke of Argyll)
  - Torquhil Campbell, 13e duc d'Argyll
4. Le Duc d'Atholl (Duke of Atholl)
  - Bruce Murray, 12e duc d'Atholl
5. Le Duc de Montrose (Duke of Montrose)
  - James Graham, 8e duc de Montrose
6. Le Duc de Roxburghe (Duke of Roxburghe)
  - Charles Innes-Ker, 11e duc de Roxburghe

2 ducs de Grande-Bretagne
1. Le Duc de Manchester (Duke of Manchester)
  - Alexander Montagu, 13e duc de Manchester
2. Le Duc de Northumberland (Duke of Northumberland)
  - Ralph Percy, 12e duc de Northumberland

1 duc d'Irlande
1. Le Duc de Leinster (Duke of Leinster)
  - Maurice FitzGerald, 9e duc de Leinster

5 ducs du Royaume-Uni et d'Irlande créés après 1801 (à l'exception des ducs royaux)
1. Le Duc de Wellington (Duke of Wellington)
  - Charles Wellesley, 9e duc de Wellington
2. Le Duc de Sutherland (Duke of Sutherland)
  - Francis Egerton, 7e duc de Sutherland
3. Le Duc d'Abercorn (Duke of Abercorn)
  - James Hamilton, 5e duc d'Abercorn
4. Le Duc de Westminster (Duke of Westminster)
  - Hugh Grosvenor, 7e duc de Westminster
5. Le Duc de Fife (Duke of Fife)
  - David Carnegie, 4e duc de Fife

Fils aînés des ducs royaux (duc de Gloucester, duc de Kent)
- 1. Alexander Windsor, comte d'Ulster (fils aîné de Son Altesse Royale le duc de Gloucester) (Earl of Ulster)
  2. George Windsor, comte de St. Andrews (fils aîné de Son Altesse Royale le duc de Kent) (Earl of St Andrews)

Ministres, envoyés et autres visiteurs importants des pays étrangers
Voir la liste complète des ducs britanniques (en) sur Wikipédia anglophone.

#### Marquis
Le lord-grand-chambellan (Lord Great Chamberlain) (office rotative par règne)
- Rupert Carington, 7e baron Carrington

1 marquis d'Angleterre
1. Le Marquis de Winchester

4 marquis d'Écosse
1. Le Marquis d'Huntly
2. Le Marquis de Queensberry
3. Le Marquis de Tweeddale
4. Le Marquis de Lothian

6 marquis de Grande-Bretagne
1. Le Marquis de Lansdowne
2. Le Marquis Townshend
3. Le Marquis de Salisbury
4. Le Marquis de Bath
5. Le Marquis de Hertford
6. Le Marquis de Bute

6 marquis d'Irlande créés avant 1801
1. Le Marquis de Waterford
2. Le Marquis de Downshire
3. Le Marquis de Donegall
4. Le Marquis d'Headfort
5. Le Marquis de Sligo
6. Le Marquis d'Ely

17 marquis du Royaume-Uni et d'Irlande créés après 1801
1. Le Marquis d'Exeter
2. Le Marquis de Northampton
3. Le Marquis Camden
4. Le Marquis d'Anglesey
5. Le Marquis de Cholmondeley
6. Le Marquis de Londonderry (Irlande)
7. Le Marquis Conyngham (Irlande)
8. Le Marquis d'Ailesbury
9. Le Marquis de Bristol
10. Le Marquis d'Ailsa
11. Le Marquis de Normanby
12. Le Marquis d'Abergavenny
13. Le Marquis de Zetland
14. Le Marquis de Linlithgow
15. Le Marquis d'Aberdeen et Temair
16. Le Marquis de Milford Haven
17. Le Marquis de Reading

Fils aînés des ducs non-royaux (selon l'ordre de préséance de leurs pères)
Voir la liste complète des marquis britanniques (en) sur Wikipédia anglophone.

#### Grands-officiers de la Maison royale
Le lord-intendant (Lord Steward of the Household) 
- Peter St Clair-Erskine, 7e comte de Rosslyn

Le lord-chambellan (Lord Chamberlain of the Household) 
- Richard Benyon, baron Benyon

Le maître de cavalerie (Master of the Horse) 
- Thomas Henry Ashton, 4e baron Hyde

#### Comtes
20 comtes d'Angleterre
1. Le Comte de Shrewsbury, le Comte Talbot (de la pairie de Grande-Bretagne) et le Comte de Waterford (de la pairie d'Irlande)
2. Le Comte de Derby
3. Le Comte de Huntingdon
4. Le Comte de Pembroke et de Montgomery
5. Le Comte de Devon
6. Le Comte de Lincoln
7. Le Comte de Suffolk et de Berkshire
8. Le Comte de Denbigh et de Desmond (de la pairie d'Irlande)
9. Le Comte de Westmorland
10. Le Comte de Lindsey et de Abingdon
11. Le Comte de Winchilsea et de Nottingham
12. Le Comte de Sandwich
13. Le Comte d'Essex
14. Le Comte de Carlisle
15. Le Comte de Shaftesbury
16. Le Comte de Portland
17. Le Comte de Scarbrough
18. Le Comte d'Albemarle
19. Le Comte de Coventry
20. Le Comte de Jersey

39 comtes d'Écosse
1. Le Comte de Crawford et de Balcarres
2. Le Comte d'Erroll
3. Le Comte de Sutherland
4. Le Comte de Mar (titre occupé par une femme comtesse de Mar)
5. Le Comte de Rothes
6. Le Comte de Morton
7. Le Comte de Buchan
8. Le Comte d'Eglinton et de Winton
9. Le Comte de Caithness
10. Le Comte de Mar et de Kellie
11. Le Comte de Moray
12. Le Comte de Home
13. Le Comte de Perth
14. Le Comte de Strathmore et Kinghorne
15. Le Comte de Haddington
16. Le Comte de Galloway
17. Le Comte de Lauderdale
18. Le Comte de Lindsay
19. Le Comte de Loudoun
20. Le Comte de Kinnoull
21. Le Comte d'Elgin et de Kincardine
22. Le Comte de Wemyss et de March
23. Le Comte de Dalhousie
24. Le Comte d'Airlie
25. Le Comte de Leven et de Melville
26. Le Comte de Dysart
27. Le Comte de Selkirk
28. Le Comte de Northesk (1647)
29. Le Comte de Dundee (1660)
30. Le Comte de Newburgh (1660)
31. Le Comte d'Annandale et d'Hartfell
32. Le Comte de Dundonald
33. Le Comte de Kintore
34. Le Comte de Dunmore
35. Le Comte d'Orkney
36. Le Comte de Seafield
37. Le Comte de Stair
38. Le Comte de Rosebery et de Midlothian (de la pairie de Grande-Bretagne)
39. Le Comte de Glasgow

24 comtes de Grande-Bretagne
1. Le Comte Ferrers
2. Le Comte de Dartmouth
3. Le Comte de Tankerville
4. Le Comte d'Aylesford
5. Le Comte de Macclesfield
6. Le Comte Waldegrave
7. Le Comte de Harrington
8. Le Comte de Portsmouth
9. Le Comte Brooke et de Warwick
10. Le Comte de Buckinghamshire
11. Le Comte de Guilford
12. Le Comte de Hardwicke
13. Le Comte d'Ilchester
14. Le Comte De La Warr
15. Le Comte de Radnor
16. Le Comte Spencer
17. Le Comte Bathurst
18. Le Comte de Clarendon
19. Le Comte de Mansfield et Mansfield
20. Le Comte de Mount Edgcumbe
21. Le Comte Fortescue
22. Le Comte de Carnarvon
23. Le Comte Cadogan
24. Le Comte de Malmesbury

30 comtes d'Irlande créés avant 1801
1. Le Comte de Cork et Orrery
2. Le Comte de Westmeath
3. Le Comte de Meath
4. Le Comte de Cavan
5. Le Comte de Drogheda
6. Le Comte de Granard
7. Le Comte de Darnley
8. Le Comte de Bessborough
9. Le Comte de Carrick
10. Le Comte de Shannon
11. Le Comte d'Arran
12. Le Comte de Courtown
13. Le Comte de Mexborough
14. Le Comte Winterton
15. Le Comte de Kingston
16. Le Comte de Roden
17. Le Comte de Lisburne
18. Le Comte de Clanwilliam
19. Le Comte d'Antrim
20. Le Comte de Longford
21. Le Comte de Portarlington
22. Le Comte de Mayo
23. Le Comte Annesley
24. Le Comte d'Enniskillen
25. Le Comte Erne
26. Le Comte de Lucan
27. Le Comte Belmore
28. Le Comte Castle Stewart
29. Le Comte de Donoughmore
30. Le Comte de Caledon

76 comtes du Royaume-Uni et d'Irlande créés après 1801
1. Le Comte de Rosslyn (de rang supérieur en tant que lord-intendant)
2. Le Comte de Craven
3. Le Comte d'Onslow
4. Le Comte de Romney
5. Le Comte de Chichester
6. Le Comte de Wilton
7. Le Comte de Limerick (Irlande)
8. Le Comte de Clancarty (Irlande)
9. Le Comte de Powis
10. Le Comte Nelson
11. Le Comte de Gosford (Irlande)
12. Le Comte de Rosse (Irlande)
13. Le Comte de Normanton (Irlande)
14. Le Comte Grey
15. Le Comte de Lonsdale
16. Le Comte de Harrowby
17. Le Comte de Harewood
18. Le Comte de Minto
19. Le Comte Cathcart
20. Le Comte de Verulam
21. Le Comte de Saint Germans
22. Le Comte de Morley
23. Le Comte de Bradford
24. Le Comte d'Eldon
25. Le Comte Howe
26. Le Comte de Stradbroke
27. Le Comte Temple de Stowe
28. Le Comte de Kilmorey (Irlande)
29. Le Comte de Listowel (Irlande)
30. Le Comte de Norbury (Irlande)
31. Le Comte Cawdor
32. Le Comte de Ranfurly (Irlande)
33. Le Comte de Lichfield
34. Le Comte de Durham
35. Le Comte Granville
36. Le Comte d'Effingham
37. Le Comte de Ducie
38. Le Comte de Yarborough
39. Le Comte de Leicester
40. Le Comte de Gainsborough
41. Le Comte de Strafford
42. Le Comte de Cottenham
43. Le Comte Cowley
44. Le Comte de Dudley
45. Le Comte Russell
46. Le Comte de Cromartie
47. Le Comte de Kimberley
48. Le Comte de Wharncliffe
49. Le Comte Cairns
50. Le Comte de Lytton
51. Le Comte de Selborne
52. Le Comte d'Iddesleigh
53. Le Comte de Cranbrook
54. Le Comte de Cromer
55. Le Comte de Plymouth
56. Le Comte de Liverpool
57. Le Comte Saint Aldwyn
58. Le Comte Beatty
59. Le Comte Haig
60. Le Comte d'Iveagh
61. Le Comte de Balfour
62. Le Comte d'Oxford et Asquith
63. Le Comte Jellicoe
64. Le Comte d'Inchcape
65. Le Comte Peel
66. Le Comte Baldwin de Bewdley
67. Le Comte d'Halifax
68. Le Comte de Gowrie
69. Le Comte Lloyd-George de Dwyfor
70. Le Comte Mountbatten de Birmanie
71. Le Comte Alexander de Tunis
72. Le Comte de Swinton
73. Le Comte Attlee
74. Le Comte de Woolton
75. Le Comte de Snowdon (de rang supérieur en tant que membre de la royauté)
76. Le Comte de Stockton

Lord Nicholas Windsor, plus jeune fils de Son Altesse Royale le duc de Kent (HRH The Duke of Kent)
fils aînés des marquis
Lord Frederick Windsor, fils unique de Son Altesse Royale le Prince Michael de Kent (HRH Prince Michael of Kent)
plus jeunes fils des ducs non-royaux
Voir la liste complète des comtes britanniques (en) sur Wikipédia anglophone.

#### Vicomtes
1 vicomte d'Angleterre
1. Le Vicomte Hereford

3 vicomtes d'Écosse
1. Le Vicomte Falkland
2. Le Vicomte d’Arbuthnott
3. Le Vicomte d’Oxfuird

5 vicomtes de Grande-Bretagne
1. Le Vicomte Bolingbroke et St. John
2. Le Vicomte Cobham
3. Le Vicomte Falmouth
4. Le Vicomte Torrington
5. Le Vicomte Hood

22 vicomtes d'Irlande créés avant 1801
1. Le Vicomte Gormanston
2. Le Vicomte Mountgarret
3. Le Vicomte Valentia
4. Le Vicomte Dillon
5. Le Vicomte Massereene et Ferrard
6. Le Vicomte Charlemont
7. Le Vicomte Downe
8. Le Vicomte Molesworth
9. Le Vicomte Chetwynd
10. Le Vicomte Midleton
11. Le Vicomte Boyne
12. Le Vicomte Gage
13. Le Vicomte Galway
14. Le Vicomte Powerscourt
15. Le Vicomte Ashbrook
16. Le Vicomte Southwell
17. Le Vicomte de Vesci
18. Le Vicomte Lifford
19. Le Vicomte Bangor
20. Le Vicomte Doneraile
21. Le Vicomte Harberton
22. Le Vicomte Hawarden

77 vicomtes du Royaume-Uni et d'Irlande créés après 1801
1. Le Vicomte Monck (Irlande)
2. Le Vicomte St. Vincent
3. Le Vicomte Melville
4. Le Vicomte Sidmouth
5. Le Vicomte Gort (Irlande)
6. Le Vicomte Exmouth
7. Le Vicomte Combermere
8. Le Vicomte Hill
9. Le Vicomte Hardinge
10. Le Vicomte Bridport
11. Le Vicomte Portman
12. Le Vicomte Hampden
13. Le Vicomte Hambleden
14. Le Vicomte Knutsford
15. Le Vicomte Esher
16. Le Vicomte Goschen
17. Le Vicomte Ridley
18. Le Vicomte Colville de Culross
19. Le Vicomte Selby
20. Le Vicomte Knollys
21. Le Vicomte Allendale
22. Le Vicomte Chilston
23. Le Vicomte Scarsdale
24. Le Vicomte Mersey
25. Le Vicomte Cowdray
26. Le Vicomte Devonport
27. Le Vicomte Astor
28. Le Vicomte Wimborne
29. Le Vicomte St. Davids
30. Le Vicomte Rothermere
31. Le Vicomte Allenby
32. Le Vicomte Chelmsford
33. Le Vicomte Long
34. Le Vicomte Ullswater
35. Le Vicomte Younger de Leckie
36. Le Vicomte Bearsted
37. Le Vicomte Bridgeman
38. Le Vicomte Hailsham
39. Le Vicomte Brentford
40. Le Vicomte Buckmaster
41. Le Vicomte Bledisloe
42. Le Vicomte Hanworth
43. Le Vicomte Trenchard
44. Le Vicomte Samuel
45. Le Vicomte Runciman de Doxford
46. Le Vicomte Davidson
47. Le Vicomte Weir
48. Le Vicomte Caldecote
49. Le Vicomte Camrose
50. Le Vicomte Stansgate
51. Le Vicomte Margesson
52. Le Vicomte Daventry
53. Le Vicomte Addison
54. Le Vicomte Kemsley
55. Le Vicomte Marchwood
56. Le Vicomte Montgomery d'Alamein
57. Le Vicomte Waverley
58. Le Vicomte Thurso
59. Le Vicomte Brookeborough
60. Le Vicomte Norwich
61. Le Vicomte Leathers
62. Le Vicomte Soulbury
63. Le Vicomte Chandos
64. Le Vicomte De L'Isle
65. Le Vicomte Monckton de Brenchley
66. Le Vicomte Tenby
67. Le Vicomte Mackintosh de Halifax
68. Le Vicomte Dunrossil
69. Le Vicomte Stuart de Findhorn
70. Le Vicomte Rochdale
71. Le Vicomte Slim
72. Le Vicomte Head
73. Le Vicomte Boyd de Merton
74. Le Vicomte Mills
75. Le Vicomte Blakenham
76. Le Vicomte Eccles
77. Le Vicomte Dilhorne

Fils aînés des comtes et comtesses non-royaux
Plus jeunes fils des marquis
Voir la liste complète des vicomtes britanniques (en) sur Wikipédia anglophone.

#### Évêques
L'Évêque de Winchester (Bishop of Winchester)
- Philip Mounstephen

14 autres évêques des diocèses de l'Église d'Angleterre qui siègent à la Chambre des lords
12 autres évêques des diocèses de l'Église d'Angleterre
Évêques suffragants
Anciens évêques des diocèses de l'Église d'Angleterre
Voir la liste complète des diocèses de l'Église d'Angleterre (en) sur Wikipédia anglophone.

#### Barons
36 barons d'Angleterre
19 Lords du Parlement écossais
24 barons de Grande-Bretagne
30 barons d'Irlande créés avant 1801
330 barons héréditaires du Royaume-Uni et d'Irlande créés après 1801
Les barons à vie du Royaume-Uni
Voir la liste complète des barons britanniques (en) sur Wikipédia anglophone.

### Aristocratie

#### Officiels juridiques et Juges supérieurs
Le Master of the Rolls (Sir Geoffrey Vos)
Le Président de la Cour suprême (Lord Reed d'Allermuir) (rang supérieur en tant que Baron du Royaume-Uni)
Les Juges de la Cour suprême
- Lord Reed d'Allermuir (rang supérieur en tant que Baron du Royaume-Uni)
- Lord Hodge
- Lord Lloyd Jones
- Lord Briggs de Westbourne
- Lord Sales
- Lord Hamblen de Kersey
- Lord Leggatt
- Lord Burrows
- Lord Stephens de
Creevyloughgare
- Lord Richards de Camberwell

#### Officiels de laCour
Le Lord Commissioner of the Great Seal 
:(aucun)
Trésorier de la Cour (Treasurer of the Household)Mark Tami MP
Contrôleur de la Cour (Comptroller of the Household)Chris Elmore MP

#### Cabinet
Secrétaires d'État du Cabinet en dessous du titre de baron
- David Lammy MP (Secrétaire d'État aux Affaires étrangères, du Commonwealth et du Développement)
- John Healey MP (Secrétaire d'État à la Défense)
- Wes Streeting MP (Secrétaire d'État à la Santé et à la Protection sociale)
- Steve Reed MP (Secrétaire d'État à l'Environnement, à l'Alimentation et aux Affaires rurales)
- Ed Miliband MP (Secrétaire d'État à l'Énergie et au Changement climatique)
- Jonathan Reynolds MP (Secrétaire d'État aux Affaires et au Commerce)
- Hilary Benn MP (Secrétaire d'État pour l’Irlande du Nord)
- Ian Murray MP (Secrétaire d'État pour l'Écosse)
- Peter Kyle MP (Secrétaire d'État à la Science, à l'Innovation et à la Technologie)

Fils aînés des vicomtes
Cadets des ducs non-royaux et des comtesses
Fils aînés des barons héréditaires, des Lors et Ladies du Parlement et des baronnes

#### Chevaliers desordres de la Jarretière, duChardonet deSaint-Patrick
Chevalier de la Jarretière (Knights of the Garter, KG) (ceux qui ne sont pas déjà cités précédemment comme membres de la noblesse ou de la royauté)
- Conseillers privés (CP) (pas déjà d'un rang plus élevé)
- Chancelier de l'ordre de la Jarretière (Eliza Manningham-Buller)
- Chancellor of the Exchequer (Rachel Reeves MP)
- Chancellor of the Duchy of Lancaster (Pat McFadenn MP)

1. Sir John Major
2. Sir Tony Blair

Chevalier du Chardon (Knights of the Thistle, KT) (ceux qui ne sont pas déjà cités précédemment comme membres de la noblesse ou de la royauté)
1. Sir Ian Wood

Chevalier de Saint-Patrick (aucun, ordre dormant)

#### Conseillers privés
Conseillers privés (CP)

#### Juges supérieurs
Juges supérieurs
1. Président de la Family Division de la Haute Cour (Sir Andrew McFarlane classé en tant que Conseiller privé)
2. Chancelier de la Haute Cour (Sir Julian Flaux classé en tant que Conseiller privé )
3. Lords Justices de la cour d'appel

Juges de la Haute Cour
Cadets des vicomtes
Cadets des barons héréditaires, des Lords du Parlement, des baronnes héréditaires et des Ladies du Parlement
Tous les fils des barons et baronnes

#### Baronnet
- Baronnets (Bt) (environ 1 100 baronnets)

## Femmes

### Royauté
- La Reine consort
  - La Reine Camilla
- Les belles-filles du souverain
  - Son Altesse Royale la princesse de Galles (HRH The Princess of Wales)
  - Son Altesse Royale la duchesse de Sussex (HRH The Duchess of Sussex)
- Les filles du souverain
  - Aucune actuellement
- Les belles-filles des fils du souverain
  - Aucune actuellement
- Les petites-filles du souverain
  - Son Altesse Royale la princesse de Galles (HRH Princess of Wales)
  - Son Altesse Royale la princesse de Sussex (HRH Princess of Sussex)
- Les belles-sœurs du souverain
  - Son Altesse Royale la duchesse d’Edimbourg (HRH The Duchesse of Edinburgh)
- Les sœurs du souverain
  - Son Altesse Royale la princesse royale (HRH The Princess Royal)
- Les tantes par alliance du souverain
  - Aucune actuellement
- Les tantes du souverain
  - Aucune actuellement
- Les belles-filles des frères du souverain
  - Aucune actuellement
- Les nièces du souverain
  - Son Altesse Royale la princesse d’York (HRH The Princess of York)
  - Son Altesse Royale la princesse d’York (HRH The Princess of York)
  - Lady Louise Mountbatten-Windsor (Lady Louise Mountbatten-Windsor)
  - Mrs. Zara Tindall
- Épouses des petits-fils d'anciens souverains élevés au rangs de ducs
  - Son Altesse Royale la duchesse de Gloucester (HRH The Duchess of Kent)
  - Son Altesse Royale la duchesse de Kent  (HRH The Duchess of Kent)
- Épouses des petits-fils d'anciens souverains non élevés aux rangs de ducs
  - La Très Honorable comtesse de Snowdown (The Rt Hon. Countess of Snowdon)
  - Son Altesse Royale la princesse Michael de Kent (HRH The Princess Michael of Kent)
- Petites-filles d'anciens souverains
  - Lady Sarah Chatto (Lady Sarah Chatto)
  - L’Honorable princesse de Kent (The Honourable Lady Ogilvy)

### Archevêquesetgrandes-officieres d'État
- Le lord-grand-chancelier : Shabana Mahmood MP (Lord High Chancellor)
- Les Premieres ministres du Commonwealth : lors de leur visite au Royaume-Uni (Commonwealth Prime Ministers)
- Le lord-président du Conseil : Lucy Powell MP (Lord President of the Council)
- Le lord-juge en chef : la Baronne Carr de Walton-on-the-Hill (Lord Chief Justice of England and Wales)
- Le lord du Sceau Privé : la baronne Smith (Lord Privy Seal)
- Les ambassadrices et hautes-commissaires : par ordre de mandat (Ambassadors and High Commissioners)

### Pairs et évêques

#### Duchesses
Ministres, envoyées et autres visiteuses importants des pays étrangers

#### Évêques
L'Évêque de Londres (Bishop of London) 
- Sarah Mullally

L'Évêque de Durham  (Bishop of Durham) 
- Sarah Clark

7 autres évêques des diocèses de l'Église d'Angleterre qui siègent à la Chambre des lords
1 autre évêque des diocèses de l'Église d'Angleterre
Évêques suffragantes
Anciennes évêques des diocèses de l'Église d'Angleterre

### Aristocratie

#### Officielles juridiques et Juges supérieurs
Les Juges de la Cour suprême
- Lady Rose de Colmworth
- Lady Simler

#### Officielles de laCour
Vice-chambellan de la Cour (Vice-Chamberlain of the Household)Samantha Dixon MP

#### Cabinet
Secrétaires d'État du Cabinet en dessous du titre de baronne
- Angela Rayner MP (Secrétaire d'État au Logement, aux Communautés et aux Collectivités locales)
- Yvette Cooper MP (Secrétaire d'État à l'Intérieur)
- Liz Kendall MP (Secrétaire d'État au Travail et aux Retraites)
- Bridget Phillipson MP (Secrétaire d'État à l'Éducation)
- Heidi Alexander MP (Secrétaire d'État aux Transports)
- Lisa Nandy MP (Secrétaire d'État à la Culture, aux Médias et aux Sports)
- Jo Stevens MP (Secrétaire d'État pour le Pays de Galles)

#### Dames desordres de la Jarretière, duChardonet deSaint-Patrick
Dames de la Jarretière (Ladys of the Garter, LG) (celles qui ne sont pas déjà citées précédemment comme membres de la noblesse ou de la royauté)
1. Lady Mary Fagan
2. Lady Mary Peters

Dames du Chardon (Ladys of the Thistle, LT) (celles qui ne sont pas déjà cités précédemment comme membres de la noblesse ou de la royauté)
1. Lady Elish Angiolini

Dames de Saint-Patrick (aucune, ordre dormant)

#### Conseil privé
- Conseillères privés (CP) (pas déjà d'un rang plus élevé)
- Chanceliere de l'ordre de la Jarretière (Eliza Manningham-Buller)
- Chancellor of the Exchequer (Rachel Reeves MP)

#### Juges supérieurs
Juges supérieurs
1. Président de la King's Bench Division de la Haute Cour (Dames Victoria Sharp classé en tant que Conseiller privé)
2. Lords Justices de la cour d'appel

Juges de la Haute Cour

#### Baronnette
- Baronnettes (Bt)